# فرانک آچامپونگ
فرانک آچامپونگ (انگلیسی: Frank Acheampong؛ زادهٔ ۱۶ اکتبر ۱۹۹۳) بازیکن فوتبال اهل غنا است.
وی همچنین در بازی کرده‌است.

## باشگاهی
از باشگاه‌هایی که در آن بازی کرده‌است می‌توان به باشگاه فوتبال بوریرام یونایتد و باشگاه فوتبال اندرلشت اشاره کرد.

## تیم ملی
وی همچنین در تیم‌های ملی فوتبال Ghana national under-20 football team و غنا بازی کرده‌است. 